# Distrito electoral de Humboldt (condado de Richardson, Nebraska)
Humboldt Precinct es una subdivisión territorial del condado de Richardson, Nebraska, Estados Unidos. Según el censo de 2020, tiene una población de 118 habitantes.

## Geografía
La subdivisión está ubicada en las coordenadas 40°7′47″N 95°57′15″O / 40.12972, -95.95417. Según la Oficina del Censo, tiene una superficie de 89.37 km², correspondientes en su totalidad a tierra firme.

## Demografía
Según el censo de 2020, hay 118 personas residiendo en la zona. La densidad de población es de 1.32 hab./km². El 96.61% de los habitantes son blancos y el 3.39% son de una mezcla de razas. No hay hispanos o latinos viviendo en la región.